# Internationale Formel-3000-Meisterschaft

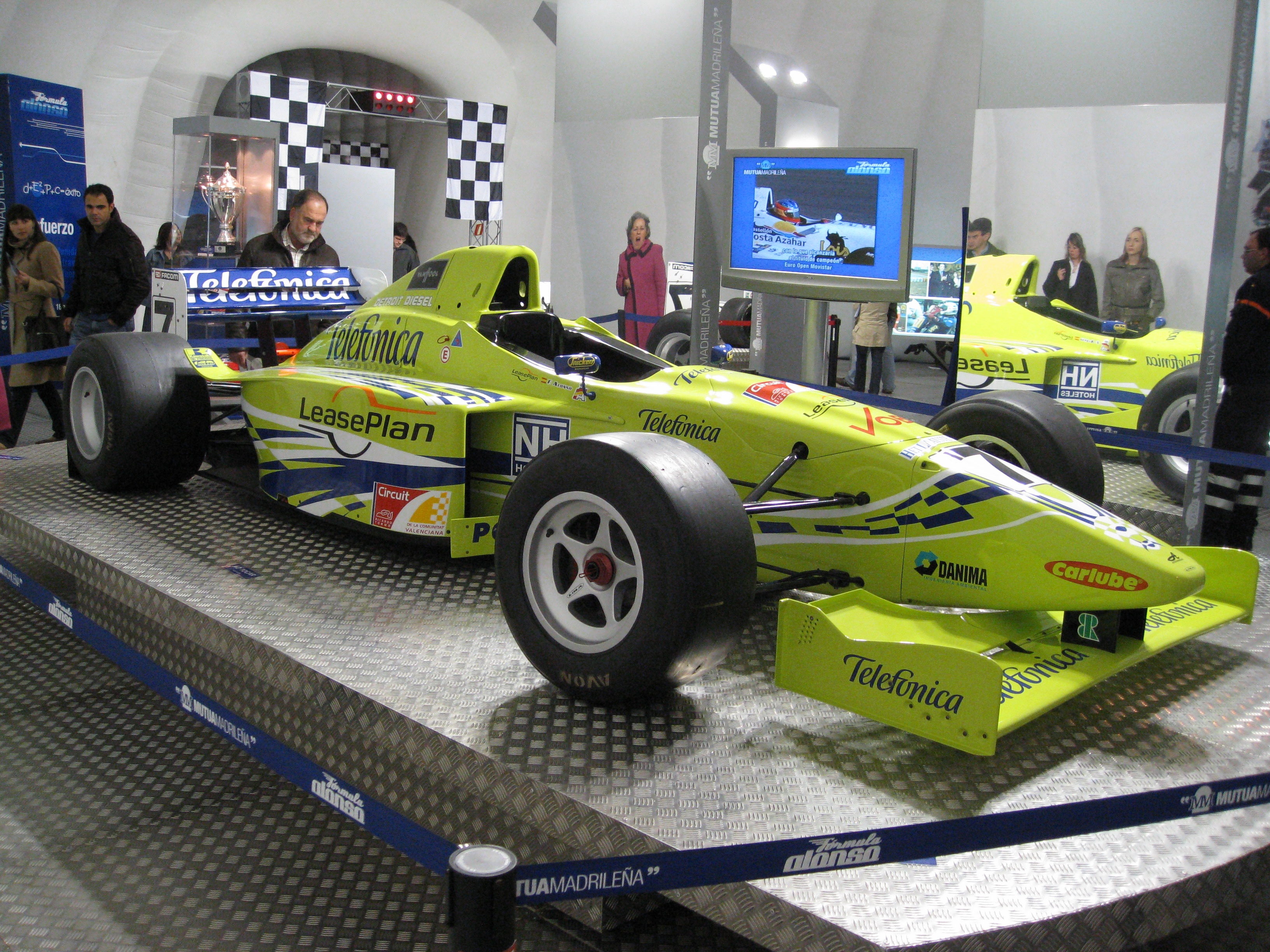
Fernando Alonsos Lola der aus der Saison 2000

Die Internationale Formel-3000-Meisterschaft (englisch: FIA Formula 3000 International Championship) war eine Rennserie für Formel-Rennwagen, die zur Saison 1985 die Nachfolge der bis dahin bestehenden Formel-2-Europameisterschaft antrat. Die 3000 steht dabei für den Hubraum der Motoren von 3000 cm³. Ab der Saison 2005 wurde sie von der GP2-Serie abgelöst.

## Geschichte
Der erste Meisterschaftslauf fand am 24. März 1985 in Silverstone statt. In diesem Jahr fanden elf Rennen sowie ein Einladungsrennen in Willemstad auf Curaçao (Curaçao Grand Prix 1985) statt. Erster Europameister wurde der Deutsche Christian Danner.
1995 kehrte Judd nach glücklosen Formel-1-Jahren in die Formel 3000 zurück. Als die Serie 1996 in eine Markenformel gewandelt wurde, wurden sie damit beauftragt, die Einheitsmotoren vom Typ Judd KV zu liefern. Die Wartung der Motoren und die Betreuung der Teams wurde von Zytek übernommen, unter deren Namen die Motoren auch vermarktet wurden. Nach dem Ende der Meisterschaft wurden die Motoren als Basis für die Aggregate der A1GP benutzt. Die Chassis stammten von Lola. Ab 1996 wurde der Typ T96/50, ab 1999 der B99/50 und ab 2002 der B02/50 eingesetzt.
Die Rennen wurden ab 1997 im Rahmen der Formel-1-Wochenenden ausgetragen. In den 2000er Jahren gingen die Starterfelder stark zurück, sodass die Meisterschaft am Ende der Saison 2004 beendet wurde. Ihre Nachfolge trat die GP2-Serie an. Trotz des Niedergangs der Meisterschaft wurden bis 2009 noch einige regionale Meisterschaften nach dem Reglement der Formel 3000 ausgetragen.

## Technik
2002 bis 2004 wurden einheitliche Chassis des Typs Lola B02/50 verwendet. Die waren typische Monopostos mit einem Monocoque aus Carbon. Das Gesamtgewicht des Fahrzeugs lag bei 540 kg. Der Motor mit seinen 3000 cm³ Hubraum mobilisierte ca. 330 kW. Dies gepaart mit einem sequentiellen Sechsganggetrieb erlaubte Höchstgeschwindigkeiten von knapp 300 km/h. Die Reifen stammten von Avon und hatte die Dimensionen 240/600 (Vorderachse) und 330/620 (Hinterachse).

## Meister
| Jahr | Fahrer                   | Wagen            |
| ---- | ------------------------ | ---------------- |
| 1985 | Christian Danner         | March-Ford       |
| 1986 | Ivan Capelli             | March-Cosworth   |
| 1987 | Stefano Modena           | March-Cosworth   |
| 1988 | Roberto Moreno           | Reynard-Cosworth |
| 1989 | Jean Alesi               | Reynard-Mugen    |
| 1990 | Érik Comas               | Lola-Mugen       |
| 1991 | Christian Fittipaldi     | Reynard-Mugen    |
| 1992 | Luca Badoer              | Reynard-Cosworth |
| 1993 | Olivier Panis            | Reynard-Cosworth |
| 1994 | Jean-Christophe Boullion | Reynard-Cosworth |

| Jahr | Fahrer             | Wagen            |
| ---- | ------------------ | ---------------- |
| 1995 | Vincenzo Sospiri   | Reynard-Cosworth |
| 1996 | Jörg Müller        | Lola-Zytek-Judd  |
| 1997 | Ricardo Zonta      | Lola-Zytek-Judd  |
| 1998 | Juan Pablo Montoya | Lola-Zytek-Judd  |
| 1999 | Nick Heidfeld      | Lola-Zytek-Judd  |
| 2000 | Bruno Junqueira    | Lola-Zytek-Judd  |
| 2001 | Justin Wilson      | Lola-Zytek-Judd  |
| 2002 | Sébastien Bourdais | Lola-Zytek-Judd  |
| 2003 | Björn Wirdheim     | Lola-Zytek-Judd  |
| 2004 | Vitantonio Liuzzi  | Lola-Zytek-Judd  |